# Resolutie 1849 Veiligheidsraad Verenigde Naties
Resolutie 1849 van de Veiligheidsraad van de Verenigde Naties werd unaniem door de VN-Veiligheidsraad aangenomen op 12 december 2008 en verlengde de autorisatie aan de secretaris-generaal om meer ad litem-rechters aan te stellen bij het Joegoslavië-tribunaal dan in de statuten van dat tribunaal was voorzien tot 28 februari 2009.

## Achtergrond
In 1980 overleed de Joegoslavische leider Tito, die decennialang de bindende kracht was geweest tussen de zes deelstaten van het land. Na zijn dood kende het nationalisme een sterke opmars en in 1991 verklaarde Bosnië en Herzegovina zich onafhankelijk. De Servische minderheid in het land kwam hiertegen in opstand en begon een burgeroorlog, waarbij ze probeerden de Bosnische volkeren te scheiden. Tijdens die oorlog vonden massamoorden plaats waarbij tienduizenden mensen omkwamen. In 1993 werd het Joegoslavië-tribunaal opgericht, dat de oorlogsmisdaden die hadden plaatsgevonden moest berechten.

## Inhoud
Met resolutie 1800 was toegestaan dat het aantal ad litem-rechters in het Joegoslavië-tribunaal tijdelijk werd opgetrokken tot maximaal zestien. Op het moment van de resolutie waren er veertien. Daarom werd beslist dat de secretaris-generaal op vraag van de voorzitter
van het tribunaal bijkomende ad litem-rechters mocht benoemen, zelfs al waren er daardoor meer dan de in de statuten voorziene twaalf. Hun aantal mocht maximaal zestien zijn, en moest tegen 28 februari 2009 opnieuw maximaal twaalf zijn.

## Verwante resoluties
- Resolutie 1837 Veiligheidsraad Verenigde Naties
- Resolutie 1845 Veiligheidsraad Verenigde Naties
- Resolutie 1869 Veiligheidsraad Verenigde Naties (2009)
- Resolutie 1877 Veiligheidsraad Verenigde Naties (2009)

Lijst ·  1795 ·  1796 ·  1797 ·  1798 ·  1799 ·  1800 ·  1801 ·  1802 ·  1803 ·  1804 ·  1805 ·  1806 ·  1807 ·  1808 ·  1809 ·  1810 ·  1811 ·  1812 ·  1813 ·  1814 ·  1815 ·  1816 ·  1817 ·  1818 ·  1819 ·  1820 ·  1821 ·  1822 ·  1823 ·  1824 ·  1825 ·  1826 ·  1827 ·  1828 ·  1829 ·  1830 ·  1831 ·  1832 ·  1833 ·  1834 ·  1835 ·  1836 ·  1837 ·  1838 ·  1839 ·  1840 ·  1841 ·  1842 ·  1843 ·  1844 ·  1845 ·  1846 ·  1847 ·  1848 ·  1849 ·  1850 ·  1851 ·  1852 ·  1853 ·  1854 ·  1855 ·  1856 ·  1857 ·  1858 ·  1859